# Інтуїтивний живопис

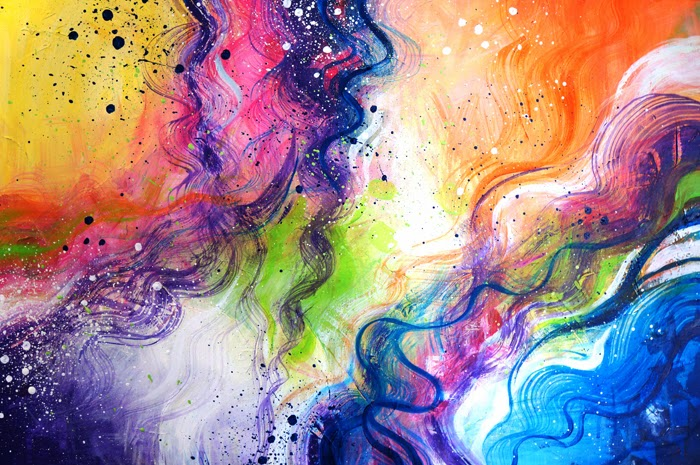
Інтуїтивний живопис

Інтуїтивний живопис — це підвид абстракціонізму, спосіб малювати так, як відчуваєш, виливаючи свої емоції та почуття, використовуючи будь-які виражальні засоби — пензлик, мастихін, штампи, пальці і т.д. Це техніка арт-терапії, яка надихає на все нові і нові творчі успіхи як в житті так і в живописі. Це система, яка допомагає розкривати потенціал, нові можливості, дивитися на власний витвір під іншим кутом.
Цей метод малювання допомагає людині виплеснути свої емоції через фарби та заспокоїтись. Він підходить для людей будь-якого віку і не має ніяких правил. Людина малює так, як хоче, за власним баченням.
Окремим підвидом інтуїтивного живопису є медитативний живопис, що об'єднує в собі не тільки арт-терапевтичні методики, а й сучасні техніки самопізнання та духовного розвитку. При цьому медитативний живопис ґрунтується на загальновизнаній науці, без використання езотеричних методів.

## Примітки

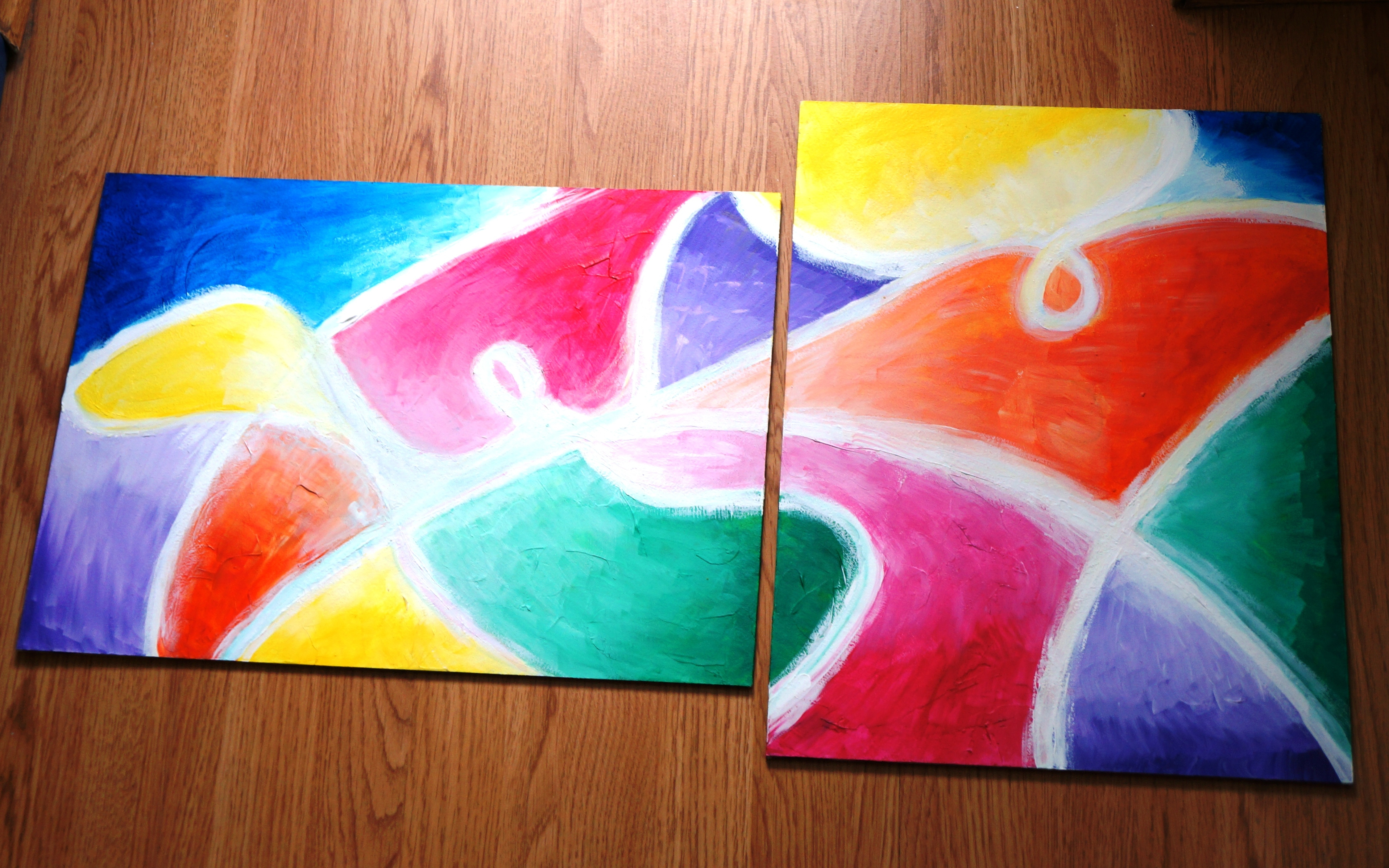
Інтуїтивний Живопис